# Auf's Korn! Bundesschützen-Marsch
Auf's Korn! (Nel mirino!) op. 478, è una marcia di Johann Strauss (figlio).
La marcia Auf's Korn! fu l'ultima delle nove composizioni corali che Johann Strauss scrisse per la Wiener Männergesang-Verein (Associazione corale maschile di Vienna).
Nell'estate del 1898 la capitale austriaca fu animata da innumerevoli celebrazioni in occasione di due importanti eventi: il cinquantesimo anniversario dalla salita al trono di Francesco Giuseppe come imperatore d'Austria (2 dicembre 1848) e il quinto torneo di tiro a segno austriaco, entrambi organizzati sotto l'egida di un comitato centrale.
La competizione si svolse nella grande distesa verde del Prater di Vienna e, naturalmente, tale manifestazione attirò un gran numero di visitatori provenienti da tutta l'Austria e non solo. Tra gli spettacoli previsti per i concorrenti vi fu anche una festa-concerto tenutasi il 28 giugno 1898 nella grande Schützenhalle, un edificio appositamente costruito nel Prater trenta anni prima in occasione della terza gara di tiro a segno tedesco (1868).
Per l'occasione la Wiener Männergesang-Verein fu diretta da Eduard Kremser e accompagnata da un'orchestra che lavorò spesso per l'associazione, la Wiener Radfahrkapelle.
Il testo della marcia di Strauss, scritto dal popolare scrittore viennese Vincenz Chiavacci (1847-1916), si articolava in due sezioni: nella prima venivano celebrati lo sport e l'entusiasmo dei tiratori, mentre nella seconda veniva reso omaggio alla città di Vienna e all'imperatore, infatti il testo terminava con la parole familiari dell'inno austriaco "Gott erhalt!" (Che Dio lo salvi!).
La nuova marcia si incontrò con il pieno favore del pubblico e fu necessario ripeterla più volte; il recensore del Neue Freie Presse (29-06-1898) osservò:
(Neue Freie Presse)
Nonostante il primo successo, la marcia non venne più cantata dalla Wiener Männergesang-Verein fino al 1927, e poi ancora una volta, dopo una pausa di quasi mezzo secolo, nel 1975.